# Gustav Hraška
Gustav Hraška, né le 5 janvier 1953 à Poprad, en Tchécoslovaquie, est un joueur tchécoslovaque de basket-ball. Il évolue durant sa carrière au poste de meneur.

## Palmarès
- 3e du championnat d'Europe 1977 et 1981